# Partitiones oratoriae
El De partitione oratoria («De la classificació de la retòrica») o Partitiones Oratoriae («Les divisions de l'oratòria»), és un assaig breu però detallat en l'art d'oratòria. Publicat a final de l'any 46 aC per Ciceró, que el va dissenyar per la instrucció del seu fill Marc. El fill de Ciceró, Marc, és presentat aquí com un estudiant interessat per l'oratòria, que planteja preguntes al seu pare. En aquest tractat es presenten d'una manera concisa i escarida els principis i divisions de la teoria retòrica tal com era ensenyada pels acadèmics. Tres són els temes principals que aquí es discuteixen: les cinc arts de l'orador, les parts del discurs i les divisions d'aquest, és a dir preguntes limitades i il·limitades.

## Context
El diàleg De partitione oratòria és de data i lloc incerts. Potser es va començar a escriure el 54 a. de C., i atès que es percep allí una certa rèplica a l'Anticató de Cèsar, va poder acabar-se el 44 aC, i possiblement en la vil·la de l'autor, ja que aquest es trobava fora de la ciutat i apartat de la vida política, probablement en ocasió del viatge d'estudi del seu fill Marc a Atenes, Ciceró assumeix aquella funció del pater familias responsable de l'educació del seu fill, tal com ho havia fet Cató el Censor. Per a això va a utilitzar el mateix mètode que aquell, el diàleg entre pare i fill.
Així, no hi ha res de l'escena real ni de la fictícia en què es desenvolupa el diàleg, a no ser els interlocutors: pare professor i fill alumne, a qui podríem imaginar passejant pels paratges de Túscul, on Ciceró posseïa una bella mansió, envoltada per no més que naturalesa viva. 
Per inferència directa del text se sobreentén que el llibre està dedicat a l'educació de Marc Ciceró, el fill de l'autor. Ciceró va tenir dos fills de Terència: Túl·lia, la gran (79 a. de C.) i Marc, el petit (65 a. de C.).
Tal actitud pedagògica ha d'emmarcar-se en aquest sistema educatiu en el qual el pare juntament amb la formació tècnica transmet els valors tradicionals, i no deu, per tant, homologar-se amb l'educació impartida en escoles retòriques, alienes a tal propòsit.

## Estructura
El present tractat agafa la forma d'un diàleg on les qüestions del fill són contestades pel seu pare. Es divideix en tres parts, les quals tracten respectivament amb els recursos personals d'un parlant dins el punt d'assumpte i estil, l'estructura d'un discurs, i els diversos temes disponibles per tractar.
1. (§ 5) Vis oratoris : les funcions d'un orador són (1) inventio, la descoberta d'arguments que va dissenyar per convèncer o per influir les arguments - d'audiència o de l'evidència o inherent en els fets del cas; (2) collocatio (v. 9), l'arranjament dels arguments en una manera convinguda a la naturalesa del discurs - segons mentre és per ser repartit en un tribunal de llei, o en una assemblea deliberativa; (3) elocutio (§ 16) - les varietats d'estils són analitzades; i finalment, (§ 25) (4) actio, el lliurament del discurs, i (5) memoria és breument contemplat.
2. (§ 27) Oratio : l'estructura d'un discurs comprèn quatre divisions, (1) exordium, la introducció, va apuntar a assegurar una atenció favorable; (2) (§ 31) narratio, la declaració del cas, que ha de ser clara, convincent i atractiva; (3a) (§ 33) confirmatio, prova del cas per arguments de probabilitat, per definició (§ 41) de l'essència de la qualitat de l'acció amb quin el cas és concernida, juntament amb (3b) (§ 44) reprehensio, refutació del cas de l'adversari, i (3c) (§ 45) regles del desenvolupament de l'argument i pel maneig de testimonis; (4), (§ 52) peroratio, el resum, el qual consisteix en (a) amplificació i (b) recapitulació (§ 59) dels arguments ja avançats.
3. (§ 61) Quaestio, l'assumpte a debat; això és qualsevol (1) infinita, "indefinit", una discussió general d'un tema teòric o pràctic, no tractant ocasions o persones particulars - en aquest cas és anomenat propositum, "tesi", o consultatio "debat", - o (2) finita, "limitar", tractant una persona particular o tema, quan és anomenat causa - encara que això és realment una subdivisió de l'anterior. (1) Un infinita quaestio (§ 62) és de dues classes - cognitio, tractant l'existència, qualitats i naturalesa essencial de la cosa tractada, i actio (§ 67), parlant del mitjà i mètode pel qual alguna cosa pot ser obtinguda o evitada. (2) Un finita quaestio (§ 69) és de tres classes, (i) genus demonstratiuum, un discurs dins un elogi o dins d'una depreciació del caràcter d'una persona - allà segueix (§ 75) una discussió de les virtuts i vicis; (ii) genus deliberatiuum (§ 83), en una assemblea pública un assumpte de política, quan els motius de les accions dels homes han de ser analitzats mitjançant una escala de valors; i (iii) genus iudicale (§ 98), un discurs en un tribunal; les línies per ser agafades pel processament (§ 101) és tabulat i els punts per tractament van detallats - qüestions de fet, les qualitats morals dels partits, el significat de documents, etc. Una evidència corroborativa (§ 114) ha de ser produïda - les pistes són donades per manejar testimonis i pel seu examen sota tortura. Llavors (§ 119) les línies de defensa són indicades, contraatacant per sobre. Ambdós partits poden donar suport el seu cas (§ 123) mitjançant definir temes legals i per l'ús d'altres tòpics de supliques, consideracions morals. Els suggeriments són afegits (§ 132) per tractar els documents produït en evidència i amb disputes mentre el significat de la llei i mentre a consideracions d'equitat.

En conclusió (§ 139) és instat que l'estudi de lògica i de la ciència moral forma una part essencial de l'educació d'un orador.

## Temes i contingut
En aquest tractat es manté els mateixos principis que havia sostingut en el seu rhetorica maior. Així dirà que la seva exposició sobre l'oratòria està vinculada a la filosofia acadèmica (§ 139): «T'he exposat totes les divisions oratòries que van tenir el seu origen i cultiu en la nostra Acadèmia mitjana, divisions que no poden trobar-se ni entendre's ni desenvolupar-se al marge d'aquella») i, des d'aquesta visió acadèmica, assenyala la necessitat d'unir filosofia i oratòria, en definir l'eloqüència com «la saviesa que s'expressa copiosament» (§ 79).
Des del moment en què el primer principi que ha de satisfer l'eloqüència és el de la sapientia i des del moment en què la sapientia és la virtut superior, de la qual les altres ciències o arts són les seves ministres (§ 78), lògicament està exigint el coneixement de tals ciències menors com la dialèctica o el dret.
Amb tal criteri expressa la clara divisió entre virtut dialèctica i virtut oratòria, assenyalant que, si bé l'eloqüència comparteix el mateix origen que la dialèctica, «el seu desenvolupament és més ampli i més adequat per despertar emocions i satisfer la sensibilitat popular» (§ 79). Ciceró, d'aquesta manera, estava marcant clarament la seva diferència enfront d'altres conreadors de l'oratòria, com podrien ser els estoics, limitats a la virtut dialèctica, o els declamadores d'escoles retòriques, dominats per una «xerrameca buida» (§ 81).
D'altra banda, igual que en el De oratore, reclama com a ministra inexcusable la formació jurídica de l'orador, abandonada, segons ell, per la major part dels oradors (§ 100), la qual cosa constituïa un retret contra els rètors desconeixedors del dret romà.
El segon aspecte de l'eloqüència, el copiose dicere, respon en definitiva a l'exigència de l'ornat. Ciceró, novament en aquest tractat, tornarà a fixar el seu reconeixement a través de les paraules preses aïlladament i de la composició de les mateixes (§ 16) i, en parlar d'aquest segon aspecte, destaca la importància del ritme de la frase (§ 18).
Aquest tractat, pel seu caràcter didàctic i filosòfic, no només busca la simplificació sinó també la distinció. La simplificació la cerca en reduir la casuística a principis generals. La distinció la utilitza com a mètode racional per definir i jerarquitzar conceptes: així distingeix els gèneres oratoris tant per les diferents actituds que adopta l'oïdor (§ 10), com per les seves diferents funcions (§ 11), distingeix les parts del discurs per la doble funció docent i emotiva (§ 4); distingeix les paraules simples pel seu estat natural o pel seu reelaboració (§ 17); distingeix entre quaestio infinita i finita (§ 61), aquella, al seu torn, entre cognitio i actio (§ 62) i la cognitio, al seu torn, en «si és o no és», «què és» i «com és», etc.
Aquest tractat no és pròpiament un art retòrica en el qual es donen normes per compondre un discurs, sinó més aviat un mètode d'anàlisi que permet distingir el caràcter genèric i els trets específics del discurs, que permet distingir les parts que pot compondre's la unitat per la singular funció d'aquelles, que permet projectar en el plànol del concret i singular l'abstracte i general, i, inversament, relacionar i integrar en una unitat major totes aquelles singularitats aparentment inconnexes.
En definitiva Ciceró amb aquest tractat intenta respondre a aquella tradició romana des de la seva vinculació a l'acadèmia: per aquest motiu el seu to didàctic estigui avalat pel rigor de la dialèctica i d'aquí la seva crítica contra estoics i rètors.